# 배를 엮다
《배를 엮다》(舟を編む 후네오아무[*])는 미우라 시온의 일본 소설이다.

## 줄거리
출판사 '겐부쇼보'에서는 중형국어사전 《대도해》 간행을 준비중이다. 영업부 직원 마지메 미츠야는 정년을 앞두고 후계자를 찾던 사전편집부의 베테랑 편집자 아라키에게 발탁되어 사전편집부로 이동하게 된다. 회사내에서 돈만먹는 부서라는 취급을 받던 사전편집부지만 마지메는 단어에 대한 강한 집착심과 타고난 끈기를 살려 사전편집자로서의 재능을 펼쳐나간다.